# Габријел Бабуц
Габријел Бабуц српски је песник румунског порекла рођен 1970. у Зрењанину. Потиче из старе угледне уздинске земљорадничке породице. Одрастао је и живи у Уздину.
Пише на српском и румунском језику, а почео је да се бави књижевним радом под утицајем познатог песника Петру Крдуа из Вршца. Укључио се последњих година активно у рад КОВ-а, као један од уредника. У песмама на трагу Васка Попе сажетим строфама саопштава слом постојећег реда ствари савремене епохе. Његова поезија такође рефлектује апорије и парадоксе мишљења, са призвуком античких силогизама. Поред песничког дела, објавио је значајан број превода румунских књижевника, занимајући се за дадаистичке ауторе и недовољно позната дела.
Приредио је књиге Петру Крдуа "Школа изгнанства" и "Друга историја бића".

## Објављене књиге поезије
- Редослед, Књижевна општина Вршац (КОВ), 2011.[4]
- Маховина, КОВ 2014.[5]
- Меланхолија, КОВ 2017.[6]
- Некропола, КОВ 2020.

## Објављене књиге превода
- Никита Станеску, "Похвала Птоломеју", (КОВ) 2012.[7]
- Тристан Цара, "Ране песме", (КОВ) 2013.[8]
- Емил Сиоран, "Човек без судбине" (КОВ) 2019.
- Мирча Елијаде, "Младост без младости" (Геопоетика) 2020.